# لويس (دائرة انتخابية في المملكة المتحدة)
لويس (بالإنجليزية: Lewes)‏ هي إحدى الدوائر الانتخابية في المملكة المتحدة الممثلة في مجلس العموم في برلمان المملكة المتحدة.
عضو البرلمان الذي يمثلها حالياً هو :Norman Baker (LD).